# Tokelauština
Tokelauština je polynéský jazyk, kterým se hovoří na ostrově Tokelau a na Swains Island v Americké Samoe. Je blízce příbuzná tuvalštině a dalším polynéským jazykům. Tokelauština má oficiální status úředního jazyka s angličtinou na Tokelau. Tokelauština se píše latinkou, ale využívá pouze 15 písmen: A, E, I, O, U, F, G, K, L, M, N, P, H, T V.